# Men at Work
Men at Work (транскр.  Мен ат ворк) аустралијска је рок група која је највише успеха имала осамдесетих година 20. века.

## Историја
Колин Хеј, оснивач групе, рођен је 1953. у Шкотској, а у Аустралију се преселио 1967. Са Роном Страјкертом се упознао годину дана касније. Група је основана 1979, а први сингл у Аустралији објављен је 1980. За дискографску кућу Columbia Records у августу 1981. објављују први албум у Аустралији и Новом Зеланду, а средином 1982. у САД и Европи. У периоду од 12 недеља (од новембра 1982. до фебруара 1983) албум Business as Usual је по броју проданих примерака доспео на прво место ранг-листе часописа Билборд. Највећи хит са албума је била песма Down Under која је изабрана и за незваничну химну аустралијског фудбалског тима.
Други албум (Cargo), који је објављен у јуну 1983, у Аустралији је прошао исто тако добро као и први албум, али не и у иностранству. У јеку несугласица и трзавица унутар бенда, 1985. је објављен и трећи албум, назван Two Hearts, који је био комерцијални промашај. Планирана турнеја по САД током 1985. морала је бити отказана због мањка интереса публике. Група се дефинитивно распала 1986.
Колин Хеј се окренуо соло-каријери и био је једно време популаран у Јужној Америци. Године 1996. група се окупља да би објавила концертни албум Brazil 96 (од 1998. се у Европи продаје као Brazil). Године 2000. бенд је наступио на церемонији затварања Олимпијских игара 2000 у Сиднеју.

## Дискографија
- 1982 — Business as Usual
- 1983 — Cargo
- 1985 — Two Hearts
- 1998 — Brazil 96